# Barićit
Barićit, gelegentlich typografisch falsch auch Baricit oder Baričit geschrieben, ist ein sehr selten vorkommendes Mineral aus der Mineralklasse der „Phosphate, Arsenate und Vanadate“ mit der chemischen Zusammensetzung Mg3[PO4]2·8H2O. Es ist damit chemisch gesehen ein wasserhaltiges Magnesium-Phosphat.
Barićit kristallisiert im monoklinen Kristallsystem und entwickelt überwiegend tafelige, nach der b-Achse gestreckte Kristalle von bis zu zwölf Zentimetern Länge und fünf Zentimetern Dicke mit glasähnlichem Glanz auf den Oberflächen. In reiner Form ist er farblos und durchsichtig. Durch vielfache Lichtbrechung aufgrund von Gitterbaufehlern oder polykristalliner Ausbildung kann er aber auch weiß erscheinen und durch Fremdbeimengungen eine hellblaue Farbe annehmen, wobei die Transparenz entsprechend abnimmt.
Mit einer Mohshärte von 1,5 bis 2 gehört Barićit zu den weichen Mineralen, die sich ähnlich wie das Referenzmineral Gips (2) mit dem Fingernagel ritzen lassen. In dünnen Schichten und Flocken ist Barićit zwar biegsam, allerdings lässt er sich nach der b-Achse auch sehr leicht spalten, was sich durch die oft gefundenen, schuppenförmigen Aggregatformen bereits andeutet. Die Spaltflächen weisen einen perlmuttartigen Glanz auf.

## Etymologie und Geschichte
Benannt wurde Barićit nach dem ehemaligen Leiter des Mineralogischen Museums und Professor der Mineralogie an der Universität Zagreb Ljudevit Barić (1902–1984).
Erstmals entdeckt wurde Barićit am Crosscut Creek, einem Nebenfluss des Rapid Creek im Bergbaugebiet Dawson im kanadischen Territorium Yukon. Wissenschaftlich beschrieben wurde das Mineral 1976 von Bozidar Darko Sturman und Joseph Anthony Mandarino.
Eine weitere als Typlokalität ausgewiesene Fundstätte am Big Fish River stellte sich später als Falschmeldung heraus.

## Klassifikation
In der zuletzt 1977 überarbeiteten 8. Auflage der Mineralsystematik nach Strunz war der Barićit noch nicht aufgeführt.
In der zuletzt 2018 überarbeiteten Lapis-Systematik nach Stefan Weiß, die formal auf der alten Systematik von Karl Hugo Strunz in der 8. Auflage basiert, erhielt das Mineral die System- und Mineralnummer VII/C.13-030. Dies entspricht der Klasse der „Phosphate, Arsenate und Vanadate“ und dort der Abteilung „Wasserhaltige Phosphate, ohne fremde Anionen“, wo Barićit zusammen mit Annabergit, Arupit, Babánekit, Bobierrit, Cattiit, Erythrin, Hörnesit, Köttigit, Manganohörnesit, Pakhomovskyit, Parasymplesit und Vivianit die „Vivianitgruppe“ mit der Systemnummer VII/C.13 bildet.
Die von der International Mineralogical Association (IMA) zuletzt 2009 aktualisierte 9. Auflage der Strunz’schen Mineralsystematik ordnet den Barićit ebenfalls in die Abteilung „Phosphate usw. ohne zusätzliche Anionen; mit H2O“ ein. Diese ist allerdings weiter unterteilt nach der relativen Größe der beteiligten Kationen und dem Stoffmengenverhältnis vom Phosphat-, Arsenat- bzw. Vanadatkomplex zum Kristallwassergehalt. Das Mineral ist hier entsprechend seiner Zusammensetzung in der Unterabteilung „Mit ausschließlich mittelgroßen Kationen; RO4 : H2O ≤ 1 : 2,5“ zu finden, wo es zusammen mit Annabergit, Arupit, Erythrin, Ferrisymplesit, Hörnesit, Köttigit, Manganohörnesit, Pakhomovskyit, Parasymplesit und Vivianit die „Vivianitgruppe“ mit der Systemnummer 8.CE.40 bildet.
In der vorwiegend im englischen Sprachraum gebräuchlichen Systematik der Minerale nach Dana hat Barićit die System- und Mineralnummer 40.03.06.02. Auch dies entspricht der Klasse der „Phosphate, Arsenate und Vanadate“ und dort der Abteilung „Wasserhaltige Phosphate etc.“. Hier findet er sich innerhalb der Unterabteilung „Wasserhaltige Phosphate etc., mit (A2+)3(XO4)2 × x(H2O)“ in der „Vivianitgruppe“, in der auch Vivianit, Erythrin, Annabergit, Köttigit, Parasymplesit, Hörnesit, Arupit und Pakhomovskyit eingeordnet sind.

## Kristallstruktur
Barićit kristallisiert monoklin in der Raumgruppe C2/m (Raumgruppen-Nr. 12) mit den Gitterparametern a = 10,08 Å; b = 13,42 Å; c = 4,67 Å und β = 104,9° sowie 2 Formeleinheiten pro Elementarzelle.

## Bildung und Fundorte

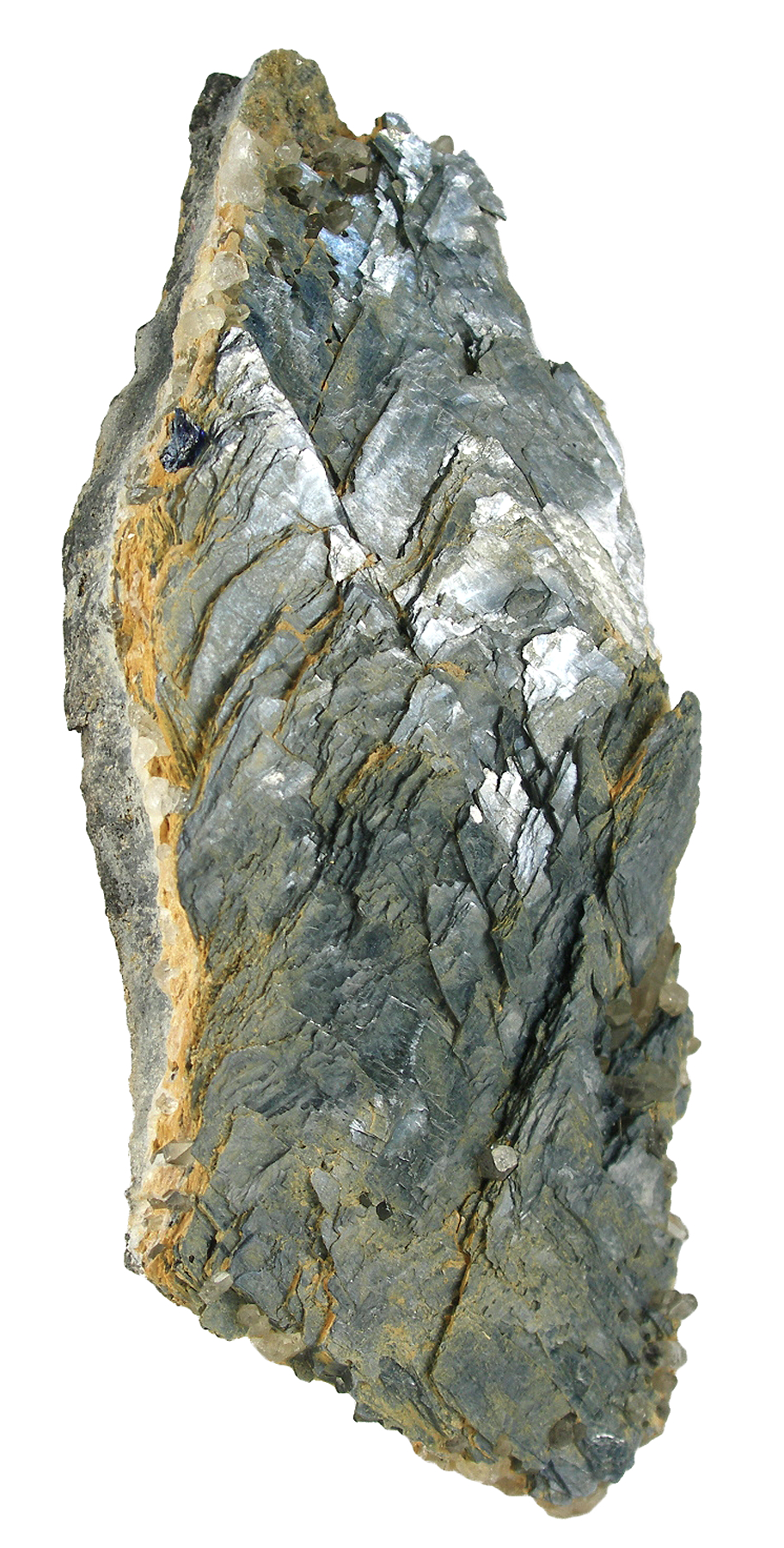
Barićit aus Rapid Creek, Bergwerksbezirk Dawson, Yukon, Kanada (Größe: 9,8 cm × 4,7 cm × 1,5 cm)

An seiner Typlokalität im Gebiet um Crosscut Creek und Rapid Creek in Yukon, Kanada findet sich Barićit als Bruchfüllungen in dortigen siderischen Eisenformationen, wo er unter anderem in Paragenese mit Siderit, Vivianit, Lazulith, Whiteit, Collinsit, Childrenit und Quarz auftritt.
Barićit gehört zu den sehr seltenen Mineralbildungen, das bisher nur in wenigen Proben bekannt wurde. Seine genannte Typlokalität ist dabei das bisher einzige bekannte Vorkommen in Kanada. Daneben fand sich das Mineral noch in den „P-K Pegmatiten“ nahe der ehemaligen Gemeinde Nurmo in Finnland, im Khaldzan-Buragtag-Massiv des Altai in der Mongolei, im Distrikt Marlborough im Nordosten der Südinsel Neuseelands, wo das Mineral gefaltet zu bandartigen Massen im Sediment eines angehobenen Strandes gefunden wurde, sowie im Bergmassiv Kowdor nahe der gleichnamigen Stadt auf der russischen Halbinsel Kola.